# Android Pie
Android Pie oziroma Android 9 je deveta večja izdaja in 16. različica mobilnega operacijskega sistema Android. Kot predogled za razvijalce so ga objavili 7. marca 2018, uradno pa je izšel 6. avgusta tega leta.
Najvidnejša sprememba je bil prenovljen uporabniški vmesnik, v katerem se je med drugim prvič pojavila temna tema.
Aprila 2024 je Android Pie, ki se mu je podpora iztekla 4. januarja 2022, uporabljalo 5,66 % vseh naprav s sistemom Android.